# میر سید علی حائری شاه‌باغ
سید علی حائری شاه‌باغ (۱۲۶۶ – ۱۳۵۴ خورشیدی) مجتهد، قاضی و دادستان کل کشور و ریاست دادگاه انتظامی قضات در دولت ملی مصدق بود.

## خانواده و تحصیلات
سید علی حائری در ۱۲۶۶ در اصفهان به دنیا آمد. او فرزند سید ابراهیم فشارکی از علماء و مجتهدین اصفهان بود. حائری تحصیلات مقدماتی خود در رشته‌های فقه، اصول، فلسفه و منطق را در اصفهان انجام داده و برای دوره‌های عالیه به نجف رفته و در حوزه علمیه نجف مشغول به تحصیل و کسب درجه اجتهاد شد.

## فعالیتهای اداری
حائری در سال ۱۲۹۰ وارد عدلیه شد؛ و تا سمت ریاست شعبه دیوان عالی کشور پیش رفت. او در دولت مصدق به پیشنهاد بروجردی به سمت دادستان کشور منصوب شد. او از سوی مصدق مسوول بررسی صحت و و سقم اعتبار اسناد خانه سدان شد. در سال ۱۳۳۲ و زمان وزارت عبدالعلی لطفی حائری شاهباغ به جای محمد عبده به ریاست دادگاه انتظامی قضات انتخاب شد. پس از کودتای ۲۸ مرداد ۱۳۳۲ با لغو احکام دولت دکتر مصدق حائری جای خود را به محمد عبده داده و بازنشسته شد.

## تالیفات
1. شرح قانون مدنی
2. شرح قانون مجازات عمومی
3. آئین دادرسی کیفری

## درگذشت
سید علی حائری شاه باغ، در دوازدهم آبان ماه ۱۳۵۴ در سن ۹۲ سالگی در تهران درگذشت.